# Tosca Beat
Tosca Beat je slovenska glasbena skupina, ki modernejšo, urbano glasbo in elektroniko združuje s klasiko in opero. Jedro skupine tvorijo akademske operne pevke Zala Hodnik, Urška Kastelic in Eva Pavli, ki jih spremljajo violinist Luka Beljan, čelist Žan Beljan in pianistka Kristina Golob. Svojo prvo pesem »Open Sea«, za katero so posneli tudi svoj prvi videospot, so izdali maja 2015. Sodelujejo s producentoma Petrom Penkom in JAMirkom.
S skladbo »Free World« so sodelovali na EMI 2017. Ni se jim uspelo uvrstiti v finale.
Junija 2017 so predstavili svojo prvo studijsko ploščo z naslovom Tosca Beat. Podpisali so se pod uradno himno evropskega prvenstva v dvoranskem nogometu (UEFA Futsal Euro 2018) »Let's Get Going (Masters of Skills)«, ki ga je gostila Slovenija.

### Diskografija
Albumi
- 2017: Tosca Beat

Singli
- 2015: Open Sea
- 2016: Come and Stop
- 2016: Sailing High
- 2017: Free World – EMA 2017
- 2017: Crossroads
- 2018: Let's Get Going (Masters of Skills)
- 2020: Higher